# Instituto Nacional de Innovación Agraria

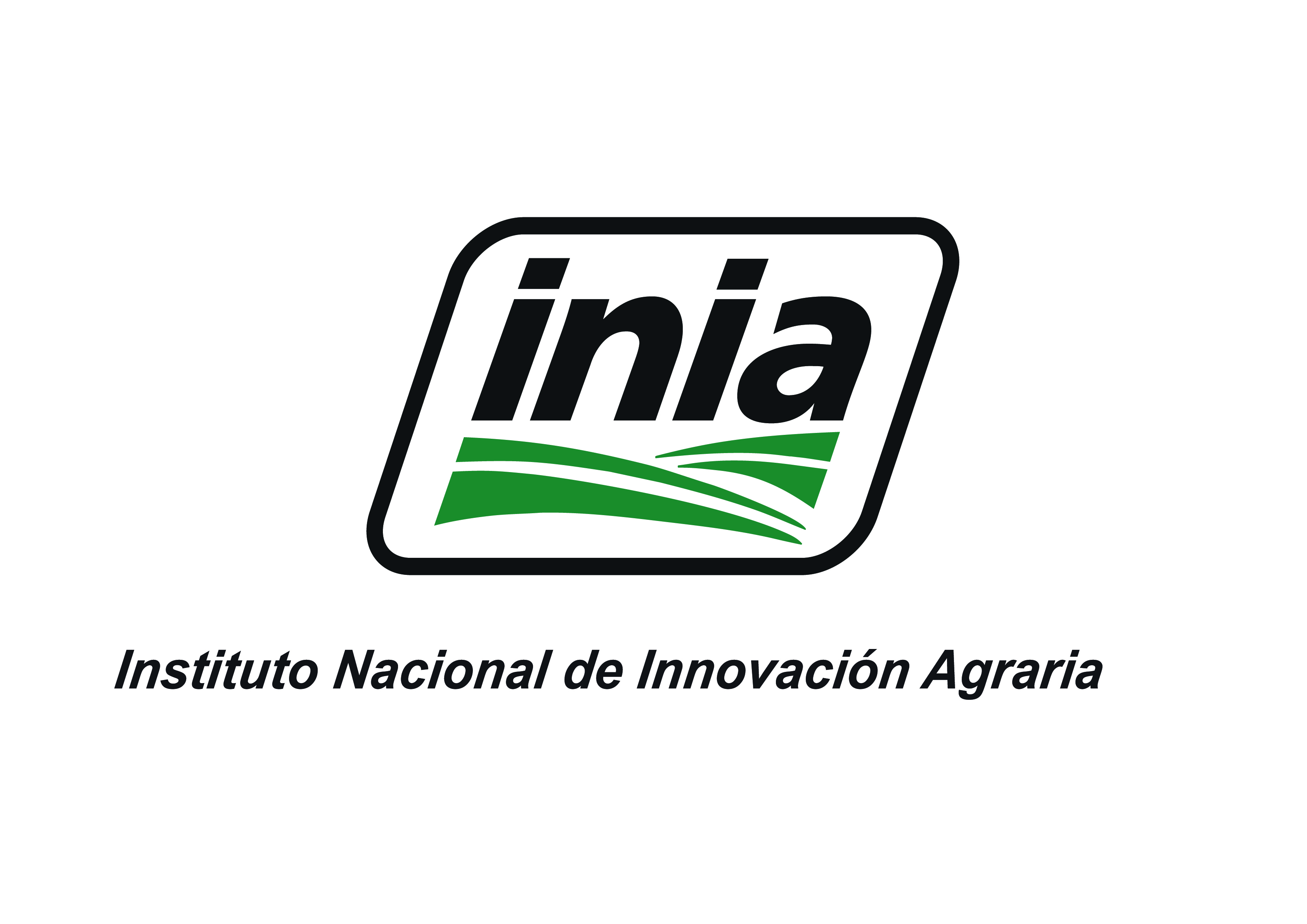

El Instituto Nacional de Innovación Agraria (INIA) es un organismo del estado peruano creado en 1978 dedicado a la innovación agraria. Contribuye al crecimiento económico equitativo, competitivo y sostenible a través de la provisión de servicios especializados (investigación y transferencia de tecnología) en materia agrícola.
Depende del Ministerio de Agricultura y Riego (MINAGRI) y forma parte del Sistema Nacional de Innovación Agraria (SNIA).

## Misión
Gestionar la innovación y valorar la agrobiodiversidad para los productores agrarios a través del desarrollo y transferencia de tecnologías sostenibles.

### Actividades
- Desarrollar actividades de investigación, transferencia de tecnología, conservación y aprovechamiento de los recursos genéticos, así como la producción de semillas, plantones y reproductores de alto valor genético.
- Articular y regular la investigación, desarrollo e innovación (I+D+i) con los actores del SNIA, orientadas a la competitividad, seguridad alimentaria y adaptación al cambio climático.
- Formular, proponer y ejecutar la política nacional y el plan de innovación agraria.

### Objetivos estratégicos institucionales
- Promover la Innovación Agraria para los integrantes del Sistema Nacional de Innovación Agraria.
- Fomentar las actividades de Investigación y Desarrollo (i+D) para el Sector Agrario.
- Gestionar los recursos genéticos de la agrobiodiversidad para el Sector Agrario.
- Promover la modernización de la Gestión Institucional.
- Implementar medidas de prevención y reducción del riesgo de desastres de orden estructural y no estructural.

### Roles
Los roles del INIA son:
- Ente rector del Sistema Nacional de Innovación Agraria
- Promoción de la Calidad en la Innovación Agraria
- Vigilancia Tecnológica y Zonificación de Cultivos y Crianzas
- Investigación y Transferencia Tecnológica Agraria
- Autoridad Técnica en Bioseguridad
- Regulación en Accesos Recursos Genéticos y Protección a Obtentores Vegetales
- Registros de la Agrobiodiversidad Peruana[5]

## Dependencias
Cuenta con 5 direcciones en Gestión de la Innovación Agraria; Recursos Genéticos y Biotecnología; Desarrollo Tecnológico Agrario; y Supervisión y Monitoreo en las Estaciones Experimentales Agrarias.
El Instituto Nacional de Innovación Agraria cuenta un centro experimental en La Molina (Lima) y con 24 Estaciones Experimentales Agrarias. Estas tienen la función de ejecutar acciones de innovación agraria en recursos genéticos animales y vegetales. Así como realizar la producción de semillas, plantones y reproductores, y también brindar servicios tecnológicos en sus laboratorios. 
Se encuentran en: Amazonas, Apurímac, Arequipa, Ayacucho, Cajarmarca, Cuzco, Cuzco (Pichari), Huánuco, Ica, Junín (Chanchamayo), Junín (Huancayo), La Libertad, Lambayeque, Lima (Huaral), Loreto, (Alto Amazonas), Loreto (Maynas), Madre de Dios, Moquegua, Ucayali, Tacna, Tumbes, Piura, Puno, San Martín.
En el 2022, con una inversión de más de 13 millones de soles, ha implementado una moderna infraestructura de investigación, flota de vehículos y equipos de investigación para impulsar transferencia de tecnologías agrarias.

## Programa Nacional
Trabaja los siguientes 14 programas nacionales:
1. Arroz.[8]
2. Bovinos y Ovinos.[9]
3. Camélidos.[10]
4. Cultivos Agroindustriales y Agroexportación.[11]
5. Cuyes.[12]
6. Estudios e Investigación para el Desarrollo Forestal y Cambio Climático.[13]
7. Estudios en Sistemas Agroecológicos andinos y amazónicos.[14]
8. Frutales.[15]
9. Granos Andinos y Leguminosas.[16]
10. Hortalizas.[17]
11. Investigación en Suelos - Aguas y Estudios Especiales.[18]
12. Maíz y Trigo.[19]
13. Pastos y Forrajes.[20]
14. Raíces y Tuberosas.[20]

## Autoridades
- Jefe: Jorge Juan Ganoza Roncal[1][21]